# John Cairncross
John Cairncross, né le 25 juillet 1913 à Lesmahagow (Écosse) et mort le 8 octobre 1995, est un espion britannique connu sous les noms de code : « le Carélien », « Liszt », pendant la Seconde Guerre mondiale. Il est le cinquième homme des Cinq de Cambridge, contrairement à ses dires. Il est le frère de l'économiste Sir Alexander Kirkland Cairncross et l'oncle de la journaliste Frances Cairncross.

## Biographie
Il naît à Lesmahagow, près de Glasgow. Il étudie à l'université de Glasgow, puis il part étudier les langues étrangères à Trinity College de Cambridge. Il est engagé au Foreign Office et adhère au parti communiste de Grande-Bretagne en 1937. Il est ensuite affecté au service du déchiffrement de la machine Enigma à Bletchley Park et au Secret Intelligence Service (MI6). C'est à cette époque qu'il commence à fournir des documents confidentiels à l'URSS, en particulier des documents Ultra qui eurent des conséquences sur la bataille de Koursk, gagnée par les Soviétiques contre les armées du Troisième Reich.
Cairncross admet en 1951 avoir fourni des documents pendant la guerre, lorsqu'il est interrogé par les services. Il est accusé d'avoir fourni des informations sur le programme nucléaire britannique. Aucun procès n'est intenté contre lui, ce qui donne l'impression qu'il est couvert par le gouvernement de l'époque. C'est en 1990, après la guerre froide, qu'un transfuge du KGB, Oleg Gordievsky, le dénonce comme le cinquième homme de Cambridge. Cette révélation est confirmée par l'ancien officier traitant des Cinq, Youri Modine, dans son ouvrage Mes camarades de Cambridge.
Cairncross récuse toute sa vie l'accusation d'être le cinquième espion de ce groupe. Il affirme n'avoir jamais livré d'informations nuisibles à son pays, ni de secret concernant la bombe atomique. Il déclare dans ses Mémoires n'avoir agi que pour aider un allié contre le régime du Troisième Reich.
Il travaille ensuite à Rome pour la FAO et traduit des articles d'économie pour le bureau d'études de la Banca Nazionale del Lavoro, la Banque d'Italie et le IMI.
Après les années 1960, Cairncross publie différents essais sur des auteurs du XVIIe siècle français et traduit plusieurs de leurs œuvres en anglais : Corneille, Molière, La Fontaine, Racine.
Il prend sa retraite dans le midi de la France et meurt à l'âge de quatre-vingt-deux ans en Angleterre, dans le Herefordshire.

## Publications

### Essais
- New Light of Moliere: Tartuffe, Elomire Hypocondre, Préface by Raymond Picard, Genève, Librairie E. Droz, et Paris, Librairie Minard, 1956 (rééd. French & European Publications, 1965).
- Molière bourgeois et libertin, Nizet, 1963. (Contient la traduction française des textes du volume ci-dessus.)
- After Polygamy Was Made a Sin : The Social History of Christian Polygamy, Routledge, 1974.
- La Fontaine Fables, And Other Poems, Colin Smythe, 1982.
- L'Humanité de Molière, essais choisis ou écrits par John Cairncross, Paris, Librairie Nizet, 1988.
- The Enigma spy: An Autobiography, Century, 1997.

### Traductions
- Iphigenia; Phaedra; Athaliah (Racine), Penguin Classics, 1964
- The Cid, Cinna, The Theatrical Illusion (Corneille), Penguin Classics, 1976
- Polyeuctus, The Liar, The Nicomedes (Corneille), Penguin Classics, 1980
- La Fontaine Fables and Other Poems (La Fontaine), Colin Smythe, 1982
- Andromache ; Britannicus ; Berenice (Racine), Penguin Classics, 1995

## Chronologie
(avril 2012).
- 1913 : naissance près de Glasgow d'une famille d'origine modeste, éducation en Écosse à l'université de Glasgow
- Trinity College (Cambridge)
- 1932 : à Paris pour étudier à la Sorbonne
- 1933 : obtient une bourse à la Sorbonne, 1er au concours d'entrée au Foreign Office
- automne 1934 : retourne à Cambridge
- octobre 1936 : commence sa carrière diplomatique comme 3e secrétaire dans le département américain au Foreign Office
- 1937 : recruté par le chef du Parti communiste de Grande-Bretagne à Cambridge
- fin 1937 : rejoint le département allemand du Foreign Office, contacté par Guy Burgess pour obtenir des informations sur la Pologne
- décembre 1938 : fin du travail pour le Foreign Office, et entrée au Treasury
- 1940 : affecté à Bletchley Park
- fin 1940 : devient secrétaire personnel du ministre Lord Hankey
- 1941 : retourne à la Government Code and Cypher School (GC&CS) à Bletchley Park où il a accès au matériel SIGINT « Ultra »
- 1943 : il fait passer des informations sur les préparatifs de la Luftwaffe pour de la bataille de Koursk aux Soviétiques, puis quitte Bletchley (demande de Henry) et est employé par la section V du SIS
- 1946 : il reçoit l'ordre de Lénine
- 1945 ou 1946 : retourne au Treasury, livre les budgets de l'OTAN
- 1948 : au Exchange Control Division comme deputy Treasury Representative on the Western Union Finance Committee
- 1951 : il se marie
- 1952 : repéré, il quitte la Grande-Bretagne
- 1952 : interrogé par Skardon (MI5)
- 1952 : il est à Rome en 1952, puis Genève, Bangkok
- mi-février 1964 : il enseigne à l'université de Cleveland
- 1952-1976 : journaliste pour The Economist, employé à l'ONU, à la FAO
- 1973 : interrogé encore une fois par le MI5
- 1976 : prend sa retraite en France dans le Var
- 1981 : sortie du livre Their Trade is Treachery de Pincher
- 1987 : Spycatcher par Wright ne fait pas de John Cairncross le 5e homme, mais accuse à tort Sir Roger Hollis
- 1995 : retourne au Royaume-Uni
- 1995 : décède le 8 octobre

### Sources et bibliographie
- (en) John Cairncross, The Enigma Spy - an Autobiography: The Story of the Man Who Changed the Course of World War Two, Londres, Century, 1997.